# Erigorgus leucopus
Erigorgus leucopus là một loài tò vò trong họ Ichneumonidae.